# Giga Nevada
Tesla Giga Nevada (o Gigafactory 1) è una fabbrica di batterie agli ioni di litio e di componenti per veicoli elettrici a Storey County, Nevada.  La struttura, situata fuori Reno, è di proprietà e gestita da Tesla, Inc., e fornisce i pacchi batteria per i veicoli elettrici dell'azienda (ad eccezione dei veicoli fabbricati in Cina). La struttura si trova presso il Tahoe Reno Industrial Center (TRIC) e impiega circa 7.000 persone alla fine del 2018.
La fabbrica ha avviato una produzione limitata di Powerwall e Powerpack nel primo trimestre del 2016 utilizzando celle della batteria prodotte altrove e ha iniziato la produzione di massa di celle nel gennaio 2017. Il governatore del Nevada Brian Sandoval ha stimato che il Nevada potrebbe beneficiare di un vantaggio economico di 100 miliardi di dollari in due decenni dalla costruzione e dal funzionamento della fabbrica. Il grande evento di apertura si è tenuto il 29 luglio 2016.
La fabbrica è stata progettata anche per diventare completamente autosufficiente dal punto di vista energetico. Tesla intende alimentare la struttura attraverso una combinazione di fonti solari, eoliche e geotermiche in loco.
Secondo Elon Musk, cento fabbriche come Giga Nevada saranno necessarie per far passare il mondo al consumo di energia sostenibile.

## Storia
La prima menzione pubblica iniziale del concetto di gigafactory è stata fatta nel novembre 2013, Tesla aveva studiato quasi 100 siti.
Nel luglio 2014, è stato annunciato che Panasonic aveva raggiunto un accordo di base con Tesla per investire in una fabbrica, stimato in 5 miliardi di dollari. Il sito e i piani del Nevada settentrionale sono stati annunciati con i funzionari statali il 3 settembre 2014.  Panasonic ha accettato di guidare la parte di produzione di celle della batteria della produzione e il CEO di Tesla Elon Musk ha indicato nel 2015 che l'investimento totale di Panasonic sarebbe stato di 1,5-2 miliardi di dollari, e che Tesla non si sarebbe espanso oltre i piani originali. All'inizio del 2016 il presidente di Panasonic Kazuhiro Tsuga ha confermato un investimento totale previsto di circa 1,6 miliardi di dollari da parte dell'azienda per attrezzare la fabbrica a piena capacità. Tuttavia, dopo che il numero di prenotazioni di Model 3 è diventato noto nell'aprile 2016, Panasonic ha portato avanti i piani di produzione e ha annunciato una vendita di obbligazioni per 3,86 miliardi di dollari, la maggior parte dei quali da investire in Gigafactory.

### Incentivi Statali
Almeno cinque stati hanno gareggiato per attirare Gigafactory offrendo incentivi fiscali, sovvenzioni in contanti e altri metodi nella speranza di affari futuri; California, Arizona, Nevada, New Mexico e Texas. Gli Stati senza l'imposta sulle vendite erano in cima alla lista dei siti preferiti. Il Nevada stima una base imponibile di $ 1,9 miliardi in 20 anni. Dopo difficili trattative, Tesla scelse il Tahoe-Reno Industrial Center (TRIC) come sede della Gigafactory principalmente a causa della velocità e di un pacchetto di incentivi dello Stato del Nevada. Altri motivi per l'ubicazione erano l'accesso alla ferrovia, la capacità di vendita diretta e la bassa umidità dell'aria. I proprietari del TRIC hanno dato i primi 1.000 acri a Tesla gratuitamente.
Gli incentivi includono $ 195 milioni in crediti d'imposta trasferibili a seconda del programma di investimenti di Tesla e della creazione di posti di lavoro, simili all'accordo Volkswagen Chattanooga Assembly Plant e altri. Alla fine del 2016, Tesla e Panasonic avevano 477 dipendenti e 5.591 operai edili, per lo più residenti in Nevada, e investirono $ 1,1 miliardi guadagnando $ 59 milioni in crediti d'imposta. Entro il 2019, le società gigafactory (ora con 7.700 dipendenti) avevano investito complessivamente 4,9 miliardi di dollari ($ 3 miliardi da Tesla, $ 1,7 miliardi da Panasonic e $ 100 milioni da H&T più alcune apparecchiature).

### Logistica
La Nevada State Route 439 / USA Parkway di 6 miglia è stata costruita da TRIC e collega la TRIC all'Interstate 80. Dal 2004, i proprietari del TRIC avevano pianificato di estendere la SR 439 a sud fino alla US Route 50.  Nel 2014, il Dipartimento dei trasporti del Nevada ha avanzato l'estensione sud altrimenti dormiente. Ciò migliora le condizioni del traffico per i molti grandi centri logistici di TRIC e Gigafactory, aggirando Reno sulla strada per la US Route 50. Tesla prevede di spedire batterie per ferrovia alla sua fabbrica di automobili a Fremont.